# Tödliche Gedanken
Tödliche Gedanken (Originaltitel: Mortal Thoughts) ist ein US-amerikanischer Spielfilm aus dem Jahr 1991. Der Regisseur war Alan Rudolph, das Drehbuch schrieben William Reilly und Claude Kerven. Die Hauptrollen spielten Demi Moore, Glenne Headly und Bruce Willis.

## Handlung
Joyce Urbanski und Cynthia Kellogg sind beste Freundinnen, die beide im selben Frisiersalon arbeiten.
Beide sind mit unterschiedlichen Männertypen verheiratet, Cynthia mit dem introvertierten Kaufmann Arthur Kellogg und Joyce mit dem bösartigen, rüpelhaften Proleten James „Jimmy“ Urbanski.
Nachdem Arthur Kellogg von Joyce Urbanski erschossen worden ist, geht Cynthia zur Polizei und wird von Polizeidetektiv John Woods vernommen.
Sie beginnt ihm die Geschichte zu erzählen und der Film zeigt in Rückblenden das Geschehen.
Joyce’ Ehemann James war häufig gewalttätig, er bediente sich aus der Kasse des Friseursalons und es kam zu zahlreichen Streits und sogar Morddrohungen. Schließlich wird James auf einem Kirmesparkplatz getötet, nach der Erzählung Cynthias zufällig während seines Streits mit Joyce. Joyce und Cynthia beseitigen die Leiche. Woods vermutet einen Mordfall und wundert sich, warum Cynthia keine der früheren Morddrohungen von Joyce ernst nahm.
Als Cynthia blutbeschmiert nach Hause zurückkehrt, will ihr Ehemann Arthur im ersten Augenblick die Polizei rufen. Später verzichtet er darauf, verlangt aber von Cynthia, dass diese ihre Freundin Joyce nie wieder sieht. Als diese sich daran nicht hält, will Arthur sie verlassen. Joyce fürchtet, dass Arthur doch noch die Polizei benachrichtigen könnte.
Woods wundert sich, dass Cynthia selbst nach dem ersten Totschlag Joyce nicht ernst nahm, als diese drohte, Arthur umzubringen.
Die Vernehmung wird beendet, Cynthia wird entlassen. Im Auto erinnert sie sich, wie es wirklich war: Sie tötete James, als er sie vergewaltigen wollte. Sie kehrt zum Polizeirevier zurück und will Woods die ganze Wahrheit erzählen.

## Kritiken
- epd Film 9/1991: Derart vergnüglich bei der Stange gehalten zu werden, lässt gemeinsam mit den eigenwilligen Darstellerleistungen die längste Zeit vergessen, dass die Geschichte an sich und in ihrer Konstruktion immer wieder hakt. Am Ende hilft das leider alles nicht mehr. Denn dort steht ein derart dreister Betrug am Zuschauer, wie er im Kino schon lange nicht mehr zu sehen war, ein Betrug, der rückblickend den Film in eine unerfreuliche Perspektive rückt und alles Geschehene diskreditiert.
- film-dienst 18/1991: Ein inszenatorisch dichter, intelligent unterhaltender Kriminalfilm mit soliden Schauspielerleistungen. Die konventionelle Handlung gewinnt ihren Reiz durch die raffinierten Verweise auf die Doppelbödigkeit der Bilder, denen man mit viel Aufmerksamkeit begegnen muß.